# Perstraction
La perstraction (PS) (de perméation et extraction) est une méthode de séparation membranaire durant laquelle un solvant circulant au niveau de la face avale d'une membrane permet l’extraction d'une partie d'au moins un des solutés présent dans une solution alimentée au niveau de la face amont de cette membrane.
La partie qui traverse la membrane est appelée perméat. Ce pérméat contient le soluté qu'on souhaite récupéré en grande proportion. Le perméat peut être ensuite récupéré par une autre méthode de séparation telle que la distillation.

## Procédés
Le transfert a lieu sous l’effet de la différence de concentration (potentiel chimique) entre les deux côtés de la membrane.Le mécanisme de séparation se fait par sorption / diffusion au travers d'une membrane dense (non poreuses) et neutre (non ionique).
Un solvant, adapté à la molécule que l'on veut extraire, permet en mouillant la membrane d’améliorer cette diffusion. 
Certains tensioactifs peuvent aussi aider les micro-organismes à utiliser des nutriments difficiles à dissoudre et donc peu biodisponible ; ils améliorent la nutrition des cellules et augmentent aussi la sécrétion de contenu intracellulaire, permettant d'augmenter la production de molécules d'intérêt. Ces tensioactifs forment des petites structures (dites micelles) qui "capturer" certains nutriments en les rendant plus biodisponibles pour les cellules. La concentration du milieu de culture en tensioactifs doit cependant être constamment optimisée pour être aussi actif que possible sans devenir cytotoxique.

## Comparaisons
Comparée aux autres méthodes d’extraction, la perstraction présente les avantages suivant :
- pas de mélange des deux phases ;
- pas besoin d’une différence de masse volumique pour séparer les deux phases ;
- flux rapide grâce à la fixation des surfaces.

Comparée aux méthodes de séparation thermique, la perstraction présente les avantages suivant :
- séparation possible des azéotropes ;
- coût énergétique plus faible ;
- pas de dégradation thermique.

Comparée aux autres méthodes de séparation membranaires, la perstraction présente les limites suivantes :
- besoin d’éliminer le solvant d’extraction pour récupérer les molécules extraites : cette étape accroît le coût de la perstraction ;
- des problèmes de rétrodiffusion du solvant sont courants.

## Applications
La perstraction est intéressante pour des produits peu volatils. L’application principale de la perstraction est la séparation des produits de fermentation.